# José Damiani
Pour les articles homonymes, voir Damiani.
José Damiani, né le 7 juin 1939 à Paris lieu où il réside encore, est d'origine corse. Il est le président de 2005 à 2013 de la Fédération mondiale des sports de l'esprit qu'il a cofondée dès 2005, président de la Fédération mondiale de bridge (W.B.F.) de 1994 à 2010 (plus longue durée exercée à ce poste), de la Fédération européenne de 1987 à 1995, et de la Fédération française de 1978 à 1983.
Durant son mandat à la tête de la W.B.F., sa discipline est devenue membre du mouvement olympique, et a été reconnue par le Comité international olympique, donnant lieu à une préolympiade lors du Grand-Prix de Salt Lake City en 2002 (épreuve remportée chez les féminines par Catherine d'Ovidio (qui reçut la médaille de l'Ordre national du Mérite de ses mains à Paris en 2008), Sylvie Willard, et Danièle Allouche).

## Biographie
Il apprend le bridge pendant ses études universitaires de droit et de sciences économiques, mais ne le pratique pas pendant les dix premières années de sa carrière comme chef d'entreprise puis comme consultant en marketing sportif et en relations publiques. Il s'inscrit en 1972 au club de bridge du Raincy, et devient président du comité de bridge de la Vallée de la Marne en 1975. Il arrive à tripler les effectifs de son club et de son comité. François Bonhoure, président de la Fédération française de bridge (F.F.B.), le fait élire comme son successeur en 1978. Au cours de sa présidence de la F.F.B., de 1978 à 1983, le nombre de licenciés français passe de 20 000 à 44 000. Il achète la première Maison du bridge à Neuilly, veillant à ce que le crédit soit totalement remboursé avec 2 ans d'avance. Il crée des statuts d'enseignants et d'arbitres, ainsi que l'Université du bridge. Il informatise la gestion des licenciés ainsi que celle qui gère les compétitions. Il reste ensuite au bureau de la F.F.B. comme président d'honneur,,.
Il est élu président de l'European Bridge League (E.B.L.) de 1987 à 1995, puis président émérite. Dans cette fonction, il négocie l'entrée de l'Union soviétique dans l'European Bridge League. Il crée des championnats d'Europe mixte. Le nombre de pays adhérents de l'E.B.L. passe de 23 à 42 et le nombre d'adhérents de 180 000 à 360 000.
Il est élu vice-président de la Fédération mondiale de bridge de 1986 à 1994, puis président de 1994 à 2010 (réélu en 1998, 2002 et 2006). Il arrive à augmenter le sponsoring, à faire assurer une bonne couverture médiatique de championnats grâce notamment à la présence de Bill Gates. Il arrive à faire inclure le bridge dans les disciplines reconnues par le Comité international olympique,.
Il est le créateur et l'organisateur du World Wide Bridge Contest sponsorisé par Epson de 1986 à 1995, dont l'édition de 1987 a été reconnue par le Livre Guinness des records comme l'événement ayant réuni le plus grand nombre de compétiteurs simultanés (avec 102 000 participants). Il a aussi créé la compétition Philip Morris Europa Cup en 1979, ainsi que la Generali World Masters Individual,,.

## Palmarès
- champion de France interclubs en 1976 (avec le club du Raincy Villemomble-Seine-Saint-Denis, dont il fut président en 1972), et 1988 ;
- champion de Division nationale à 3 reprises ;
- vice-champion d'Europe seniors par quatre en 1999 ;
- 3e des championnats d'Europe mixtes par paires en 1998 ;
- capitaine de l'équipe de France masculine vainqueur des Olympiades mondiales en 1992.

## Vie privée
Il est marié et père de trois enfants.

## Distinctions
- Officier de la Légion d'honneur
- Médaille de la jeunesse, des sports et de l'engagement associatif, or